# Malattia di Simmonds
La malattia di Simmonds (detta anche cachessia ipofisaria) è un ipopituitarismo molto raro, dovuta al malfunzionamento del lobo anteriore dell'ipofisi. A differenza della sindrome di Sheehan non è correlata con la gravidanza.

## Clinica
Si manifesta con astenia, amenorrea o impotenza nell'uomo ed è caratterizzata da assoluta mancanza dello stimolo dell'appetito e altri disturbi più o meno gravi.

## Prognosi e trattamento
L'evoluzione è fatale ma attualmente è difficile che si arrivi al quadro completo della malattia di Simmonds, caratterizzato dal mancato funzionamento di tutte le ghiandole endocrine dell'organismo dipendenti dagli ormoni ipofisari, perché la malattia viene identificata precocemente e può essere attuata tempestivamente la necessaria terapia ormonale sostitutiva degli ormoni endogeni mancanti.